# Železniční tunel pod Bílou skálou

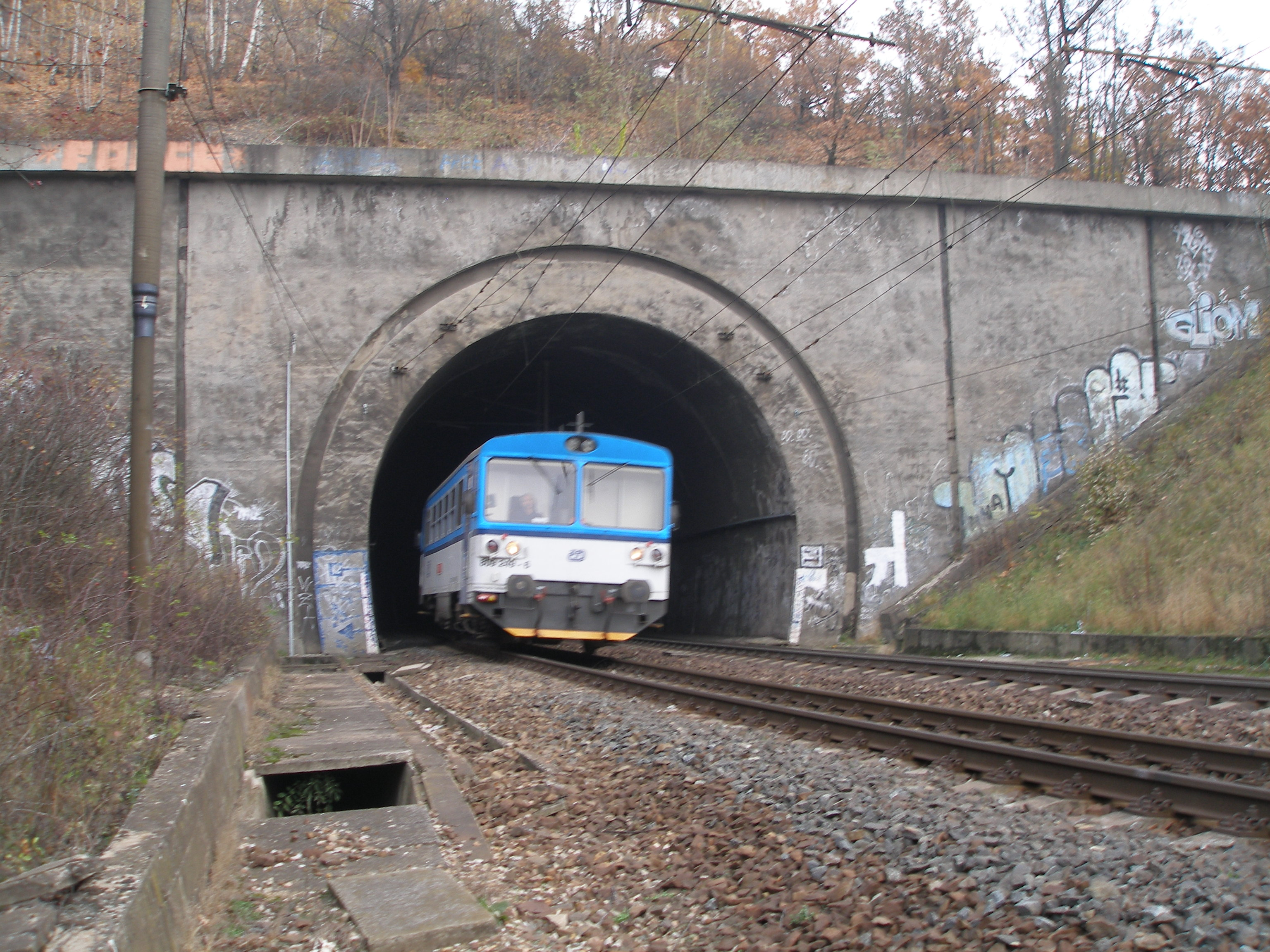
Motorový vůz vyjíždějící z tunelu

Železniční tunel pod Bílou skálou (libeňský železniční tunel) se nachází v Libni na tzv. Holešovické přeložce mezi stanicemi Praha-Holešovice a Praha-Libeň. Navazuje na holešovicko-libeňský železniční most a vede obloukem, jímž se trať vrací zpět k souběžné Povltavské ulici. Trať dále pokračuje k uzlu na Balabence. Tunel byl vyprojektován firmou Sudop Praha, jeho výstavba probíhala v letech 1967–1974 a v provozu je trať od 23. prosince 1980.
Tunel je dvojkolejný, elektrizovaný a má délku 340 m (dle jiných zdrojů 331 m).

## Silniční tunel
Ve druhé variantě připravované výstavby silničního Městského okruhu má být jeden směr komunikace (od Balabenky k Pelci-Tyrolce) veden rovněž tunelem pod Bílou skálou, 1350 m dlouhým. V místě křížení s železniční tratí má být silniční tunel hloubený.